# Elmoia viridifacies
Elmoia viridifacies är en tvåvingeart som först beskrevs av Octave Parent 1938.  Elmoia viridifacies ingår i släktet Elmoia och familjen styltflugor. Inga underarter finns listade i Catalogue of Life.